# Operace Jovel
Operace Jovel (hebrejsky:  מבצע יובל, Mivca Jovel, doslova Operace Výročí) byla vojenská akce provedená během první arabsko-izraelské války (respektive jí předcházející občanské války v Palestině) v květnu 1948, v době konce britského mandátu nad Palestinou, ještě před vznikem státu Izrael, židovskými jednotkami Hagana, jejímž cílem bylo odlákat pozornost arabských sil od židovské vesnice Mišmar ha-Emek pomocí útoku na arabské oblasti ve Vádí Ara.
Počátkem května obnovili Arabové (nyní zčásti Arabská osvobozenecká armáda pod vedením Fauzí al-Kaukdžího) útoky na židovskou osadu Mišmar ha-Emek, která se několik týdnů předtím ubránila velké arabské ofenzívě. Bylo proto rozhodnuto zaútočit na týl nepřítele a tak odpoutat jeho síly. Operaci prováděla Brigáda Alexandroni, která obdržela 6. května rozkaz donutit arabské síly se stáhnout k městu Umm al-Fachm. Jako cíl útoku byla zvolena velká arabská vesnice Kafr Kara při ústí hornatého údolí Vádí Ara do pobřežní nížiny. 9. května 1948 na úsvitu byla operace spuštěna. Židům se podařilo ovládnout část vesnice, ale čelili v následujících hodinách těžkému arabskému odporu. Na místo začaly dorážet arabské posily a intenzita ostřelování narůstala. Za soumraku se proto židovské jednotky stáhly. Cíl operace, tedy odpoutání arabské pozornosti od Mišmar ha-Emek, byl dosažen. Kafr Kara ovšem nebyla dobyta a padlo zde 10 židovských vojáků. Až v roce 1949 byla začleněna do území státu Izrael a vyrostla v město, ovšem obývají ho nadále izraelští Arabové.